# Zur guten Hoffnung
Zur guten Hoffnung ist eine Ortslage im Wuppertaler Wohnquartier Beyenburg-Mitte im Stadtbezirk Langerfeld-Beyenburg.

## Geografie
Die Ortslage liegt auf 204 m ü. NHN am Fuß des Sondernbuschs an der Straße In der Grüne oberhalb der Wupper an der Stadtgrenze zu Schwelm. Bei der Ortslage befindet sich der Beyenburger Tunnel der Wuppertalbahn. Benachbarte Ortslagen sind Kemna, Dahlhausen, Sondern, der abgegangene Unterste Hammer und auf Schwelmer Stadtgebiet Weuste, Branbach und Dahlhausen. Auf der anderen Wupperseite befinden sich die umfangreichen Werksanlagen der Papierfabrik Erfurt & Sohn.

## Geschichte
Zur guten Hoffnung ist eine jüngere Siedlung, die erst im 20. Jahrhundert entstand. Geprägt wurde der Ort von einem großen Steinbruch gleichen Namens, der im 19. Jahrhundert angelegt wurde. Dieser acht Hektar große, 55 Meter tiefe Steinbruch wurde von 1953 bis 1974 als Wuppertaler Mülldeponie wieder verfüllt und oberflächlich renaturiert.